# Casa Rectoral (Bellvei)
La casa Rectoral és un edifici de Bellvei (Baix Penedès) inclòs a l'Inventari del Patrimoni Arquitectònic de Catalunya.

## Descripció
En destaca l'escalinata d'accés que mena cap a la porta principal. L'edifici, totalment arrebossat i emblanquinat, presenta tres plantes. Els baixos tenen una portalada d'arc de mig punt, la clau del qual té una mitra dibuixada. La planta noble consta d'un balcó a la part central amb barana de ferro, porta balconera i la data de 1805 a la llinda. A cada banda hi ha una finestra amb ampit. La segona planta, les golfes, té finestres rectangulars, dues de les quals estan totalment tapiades amb maó i la tercera, a la dreta, tan sols ho és parcialment.

## Història
La casa data del 1805, o potser d'abans, ja que no es coneix cap notícia al respecte.